# La ragazza con il bastone
La ragazza con il bastone (The Walking Stick) è un film del 1970 diretto da Eric Till.
Il film è un adattamento cinematografico del romanzo Deborah di Winston Graham.

## Trama
Deborah Dainton, in seguito a una poliomielite, è una donna giovane e carina paralizzata a una gamba, la quale, a causa di questo problema, vive un'esistenza abbastanza appartata ed infelice.
Durante una festa incontra il pittore Leigh Hartley che la corteggia assiduamente.
I due iniziano a vedersi e a conoscersi meglio finché, in seguito anche a un ritratto che lui le dipinge, si accorgono di amarsi. 
Qualche tempo dopo, Deborah persuade Leigh a vedere se può vendere qualche sua opera a un museo, ma purtroppo il direttore del museo non è per nulla interessato.
Lasciata la famiglia (contraria alla loro convivenza), Deborah va a vivere con Leigh, pur avendo scoperto che lui è sposato.
A complicare ulteriormente il rapporto, Leigh un giorno le propone, al fine di avere i soldi per aprire una loro attività, di aiutare certi suoi amici a entrare nel negozio di antiquario dove lei è impiegata, al fine di impossessarsi di alcuni oggetti di ingente valore.
All'inizio Deborah rifiuta, ma poi decide di accettare: Leigh e compagni entrano così nello scantinato del negozio e riescono a impossessarsi di alcuni oggetti di valore, ma sono costretti a fuggire quando suona l'allarme. 
Deborah, interrogata dalla polizia, non tradisce Leigh ma capisce, confrontandosi con la vicina di casa di Leigh (che in verità è sua madre), che questi si è servito di lei unicamente per mettere in atto la rapina.
Scopre inoltre che l'incontro iniziale alla festa era stato programmato da Leigh e compagni.
Deborah ha il coraggio di confrontarsi con Leigh per sapere la verità e lui alla fine confessa.
Amareggiata e avvilita scrive una lettera alla polizia, in cui si presume fornisca tutte le informazioni sul crimine avvenuto.

## Riferimenti ad altri film
Nella fase iniziale di conoscenza tra Deborah e Leigh, la prima rivela al secondo di essere un amante dei film di Ingmar Bergman, in particolare de Il posto delle fragole.

## Colonna sonora
Il tema principale della colonna sonora è la Cavatina di Stanley Myers, resa celebre otto anni dopo dalla colonna sonora del film Il cacciatore.